# Чечина
Чечина (італ. Cecina) — муніципалітет в Італії, у регіоні Тоскана,  провінція Ліворно.
Чечина розташована на відстані близько 230 км на північний захід від Рима, 80 км на південний захід від Флоренції, 32 км на південний схід від Ліворно.
Населення — 28 172 особи (2014).

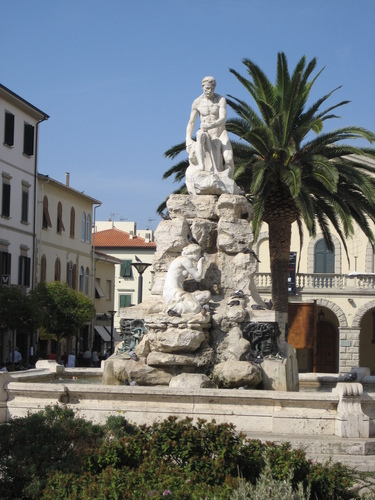

Щорічний фестиваль відбувається 19 березня. Покровитель — San Giuseppe.

## Демографія
Населення за роками:

Станом на 1 січня 2023 року в муніципалітеті офіційно проживало 2348 іноземців з 86 країн, серед них 591 громадянин країн Євросоюзу та 334 громадяни України.

## Сусідні муніципалітети
- Біббона
- Казале-Мариттімо
- Кастелліна-Мариттіма
- Гуардісталло
- Монтескудайо
- Рипарбелла
- Розіньяно-Мариттімо